# Estudiantes de Mérida
Maillots
Actualités
L'Estudiantes de Mérida est un club de football vénézuélien basé à Mérida. Le club est fondé en 1971 et joue ses matchs à domicile à l'Estadio Metropolitano de Mérida, qui a une capacité de 42 200 spectateurs.Il est double champion du Venezuela et évolue actuellement en Primera División, la première division du Venezuela .

## Histoire
Estudiantes de Mérida est fondée le 4 avril 1971. Le club commence en deuxième ligue vénézuélienne et remporte la Copa Venezuela dès sa première saison. Deux ans plus tard, le club est à nouveau en finale de la coupe, cette fois en perdant face au Portuguesa FC. Estudiantes de Mérida remporte sa deuxième victoire en coupe en 1975 en battant le Deportivo San Cristóbal en finale. Au total, le club remporte la Copa Venezuela à trois reprises, la dernière fois en 1985.
Lors de la saison 1980, Estudiantes de Mérida remporte pour la première fois le championnat vénézuélien de football. La saison suivante, l'équipe termine deuxième pour la quatrième fois après 1975, 1976 et 1977. Les Estudiantes remportent leur deuxième et dernier titre en championnat en 1985, lorsqu'ils ont terminé premiers devant le Deportivo Táchira.
Estudiantes de Mérida a participé à la Copa Libertadores pour la première fois en 1977, où ils ont été éliminés en phase de groupes dans un groupe avec les rivaux de la ligue Portuguesa FC et les équipes péruviennes Unión Huaral et Sport Boys. Lors de la Copa Libertadores 1999, Estudiantes de Mérida provoque la surprise en remportant d'abord le tour de qualification et en se qualifiant pour le tournoi, puis en terminant deuxième derrière Nacional Montevideo. En huitièmes de finale, ils éliminent l'équipe équatorienne d'Emelec Guayaquil. En quart de finale, le club gagne 3 à 0 à domicile contre le demi-finaliste de l'année précédente, le Cerro Porteño du Paraguay. Cependant, une défaite 4 à 0 au match retour à Asuncion prive les Venezueliens d'une demi finale continentale. En 2020, Estudiantes de Mérida participe à la Copa Libertadores pour la dernière fois puis sera reversé en Copa Sudamericana en tant que troisième de son groupe, ils seront ensuite éliminés par les Chiliens de Coquimbo Unido.

## Palmarès
- Championnat du Venezuela (2)
  - Champion : 1980, 1985

- Coupe du Venezuela (3)
  - Vainqueur : 1971, 1975, 1985
  - Finaliste : 1973 et 2008